# Nasal labiodental
O nasal labiodental é um tipo de fone consonantal empregado em alguns idiomas. O símbolo deste som no alfabeto fonético internacional é ɱ, e seu símbolo X-SAMPA equivalente é F. O símbolo IPA é o m minúsculo com um gancho virado pro lado esquerdo sobressaindo do lado inferior direito da letra. Ocasionalmente é transcrito usando um <m> com um diacrítico dental: [m̪].
A pronúncia é muito similar ao do nasal bilabial [m], mas ao invés dos lábios se tocarem, o lábio inferior toca os dentes superiores. A posição dos lábios e dentes é geralmente a mesma do que a das outras consoantes labiodentais, como o [f] e o [v], embora o fechamento destas são incompletas por serem fricativas.
O nasal labiodental não foi confirmado se existe como um fonema separado em nenhuma língua. Foi observado no dialeto de Kukuya de Teke, onde é "acompanhado por uma forte protrusão de ambos os lábios". Todavia, existem algumas dúvidas se uma oclusão de verdade pode ser feita deste jeito.
Contudo, é foneticamente comum em várias línguas, como uma típica alofonia de /m/ e /n/ antes das fricativas labiodentais [f] e [v].
Um /ɱ/ fonêmico foi relatado apenas para a língua Kukuya, que o contrasta com /m, mpf, mbv/ e é "acompanhado por forte protrusão de ambos os lábios". É [ɱʷ] antes de /a/ e [ɱ] antes de /i/e/e/, talvez porque a labialização seja restringida pelas vogais anteriores espalhadas; não ocorre antes das vogais posteriores (arredondadas) /o/e/u/.
Alguns estudiosos duvidam que o verdadeiro fechamento possa ser feito por um gesto labiodental por causa das lacunas entre os incisivos, que para muitos falantes permitiriam o fluxo de ar durante a oclusão. Isso é particularmente pertinente considerando que uma das palavras Kukuya com essa consoante, /ɱáá/, significa uma 'lacuna entre os incisivos arqueados', uma prática do povo local. O /ɱ/ pode, portanto, ser melhor caracterizado como um aproximante nasal labiodental do que como um oclusivo nasal.
No entanto, [ɱ] é extremamente comum em todo o mundo foneticamente, pois é o alofone universal de /m/ e um alofone muito comum de /n/ antes das fricativas labiodentais [f] e [v]. Em Drubea, [ɱ] é relatado como um alofone de /v/ antes das vogais nasais.
Uma proposta para retirar a letra ⟨ɱ⟩ foi feita no período que antecedeu a Convenção de Kiel de 1989, com o nasal labiodental a ser transcrito somente por ⟨m̪⟩, mas a proposta foi derrotada no comitê.

## Características
- Seu modo de articulação é oclusivo, que significa que é produzido pela obstrução do fluxo de ar no aparelho vocal.[1]
- Seu ponto de articulação é labiodental, que significa que é articuldo com o lábio inferior sob os dentes superiores.[1]
- O tipo de fonação é sonora, que significa que as cordas vocais vibram durante a articulação.[1]
- É uma consoante nasal, que significa que permite que o ar escape pelo nariz.[1]
- é uma consoante central, que significa que é produzido permitindo a corrente de ar fluir ao meio da língua ao invés das laterais.[1]
- O mecanismo de ar é egressivo, que significa que é articulado empurrando o ar para fora dos pulmões através do aparelho vocal.[1]

## Ocorrência
| Língua           | Língua           | Palavra           | AFI                                                                       | Significado    | Notas                                      |
| ---------------- | ---------------- | ----------------- | ------------------------------------------------------------------------- | -------------- | ------------------------------------------ |
| Árabe            | Hejazi           | قُرُنْفُل             | [gʊrʊɱfʊl]                                                                | Dente de alho  |                                            |
| Catalão          | Catalão          | càmfora           | [ˈkaɱfuɾə]                                                                | Cânfora        |                                            |
| Tcheco           | Tcheco           | tramvaj           | [ˈtraɱvaj]                                                                | Elétrico       |                                            |
| Dinamarquês      | Dinamarquês      | symfoi            | [syɱfoˈniˀ]                                                               | Sinfonia       |                                            |
| Holandês         | Holandês         | omvallen          | [ˈʔɔɱvɑlə(n)]                                                             | Cair           |                                            |
| Inglês           | Inglês           | symphony          | O ficheiro de áudio "symphony-pronunciation-audio.ogg" não foi encontrado | Sinfonia       |                                            |
| Finlandês        | Finlandês        | kamferi           | [ˈkɑɱfe̞ri]                                                                | Cânfora        |                                            |
| Alemão           | Alemão           | fünf              | [fʏɱf]                                                                    | Cinco          |                                            |
| Grego            | Grego            | έμβρυο/émvryo     | [ˈe̞ɱvrio̞]                                                                 | Embrião        | Aprendido ou em pronúncia cuidadosa.       |
| Hebraico         | Hebraico         | סימפוניה          | [siɱˈfonja]                                                               | Sinfonia       |                                            |
| Húngaro          | Húngaro          | hamvad            | [ˈhɒɱvɒd]                                                                 | Latente        |                                            |
| Italiano         | Italiano         | invece            | [iɱˈveːt͡ʃe]                                                               | Ao invés de    |                                            |
| Kukuya           | Kukuya           | [ɱíì]             | [ɱíì]                                                                     | Olgos          | Fonêmico.                                  |
| Macedônio        | Macedônio        | трамвај           | [traɱˈvaj]                                                                | Elétrico       |                                            |
| Norueguês        | Norueguês        | komfyr            | [kɔɱˈfyːɾ]                                                                | Fogão          |                                            |
| Romeno           | Romeno           | învăța            | [ɨɱvəˈt͡sä]                                                                | Aprender       |                                            |
| Russo            | Russo            | амфора            | ['aɱfərə]                                                                 | Ânfora         |                                            |
| Servo-Croata     | Servo-Croata     | трамвај / tramvaj | [trǎɱʋäj]                                                                 | Elétrico       | Alofone de /m/ antes de /f/ e /ʋ/.         |
| Esloveno         | Esloveno         | simfonija         | [siɱfɔˈníːja]                                                             | Sinfonia       | Alofone de /m/ e /n/ antes de /f/ e /ʋ/.   |
| Espanhol         | Espanhol         | influir           | [iɱfluˈiɾ]                                                                | Ter influência |                                            |
| Sueco            | Sueco            | amfibie           | [aɱˈfiːbjɛ]                                                               | Anfíbia        |                                            |
| Frísio ocidental | Frísio ocidental | ûnwis             | [uːɱ'ʋɪs]                                                                 | Sem certeza    | Alofone de /n/ antes de sons labiodentais. |